# Nationalhjälteorden
Nationalhjälteorden (Oрден народног хероја) var en jugoslavisk utmärkelse som utdelades till personer som visat heroiskt mod.

## Mottagare i urval
- Josip Broz Tito
- Stjepan Filipović
- Miloš Minić
- Dobrila Ojdanić
- Moša Pijade
- Lepa Radić